# Ивоарски народен фронт
Ивоарският народен фронт (на френски: Front populaire ivoirien) е лявоцентристка социалдемократическа политическа партия в Кот д'Ивоар.
Тя е основана през 1982 година извън страната, тъй като по това време в Кот д'Ивоар действа еднопартиен режим. Легализирана през 90-те години, партията печели изборите през 2000 година и нейният лидер Лоран Гбагбо става президент. Следващите избори са проведени едва през 2010 година и са изгубени от Гбагбо, който отказва да напусне президентския пост, предизвиквайки Втората котдивоарска гражданска война. В резултат на действията му Ивоарският народен фронт е изключен от Социалистическия интернационал.
Ивоарският народен фронт бойкотира парламентарните избори през декември 2011 година.